# Sant Sadurní de la Marca
Sant Sadurní de la Marca és una església al terme municipal de Castellví de la Marca (Alt Penedès) inclosa a l'Inventari del Patrimoni Arquitectònic de Catalunya. La construcció de l'església de Sant Sadurní de la Marca respon a tres etapes principals: durant els segles xi i xii fou bastida la primitiva església romànica d'una nau. Als segles xiii i xiv foren afegides dues naus més. Hi ha referències de la seva existència el 1066 fou consagrada el 1101. Van realitzar-se reformes els anys 1679 i 1879.
L'església de Sant Sadurní està situada al peu de la muntanya del Castell, adossada a la rectoria i al cementiri. És una església de tres naus, tot i que originalment en tenia només una, amb volta de canó i arcs torals, i un absis semicircular amb arcs cecs, bandes llombardes i tres finestres d'arc de mig punt. La porta, lateral, és adovellada. La coberta és a dues vessants. El campanar, de planta quadrada, té coberta de pavelló i finestres d'arc de mig punt. En l'actualitat el conjunt es troba abandonat.
La pica baptismal és quadrangular amb els angles arrodonits i els laterals ondulats. Les parets són verticals fins als 30 cm de la boca on s'inicia la part concavada de base del vas. Es creu que devia anar muntada sobre una peanya d'uns 40-50 cm aproximadament. És d'una forma molt poc comuna i que únicament té paral·lels en terres del Penedès en la de Sant Jaume de Domenys. Actualment és fragmentada conservant-se tres trossos que componen la totalitat de la base i part dels laterals essent possible la seva reconstrucció, la qual cosa és molt recomanable per l'interès tipològic d'aquesta. Aquesta pica és procedent de la primitiva església parroquial de Castellví de la Marca situada al costat del cementiri, on es conserven importants vestigis del primitiu temple romànic dedicat igualment a Sant Sadurní i que fou abandonat l'any 1927. La boca presenta una motllura formada per dos bordons contigus en la seva superfície plana i un altre de 5 cm que l'entorna en la part lateral. A 30 cm de la boca hi ha una sanefa de 5 cm d'amplada formada per un seguit de petites piràmides de 2,5 x 2,5 cm de base.